# Том Побережний
Томас Пол Побережний (англ. Thomas P. "Tom" Poberezny; 3 жовтня 1946, Гейлс-Корнерс, Вісконсин — 25 липня 2022) — американський авіатор, ентузіаст та майстер з аеробатики, чемпіон світу та переможець багатьох змагань як у одиночних, так і у командних виступах. Він є членом, і з 1989 і по 2010 був президентом створеної його батьком Асоціації експериментальних літальних засобів (англ. Experimental Aircraft Association — EAA), штаб-квартира якої розташована у місті Ошкош, що у штаті Вісконсин.

## Біографія

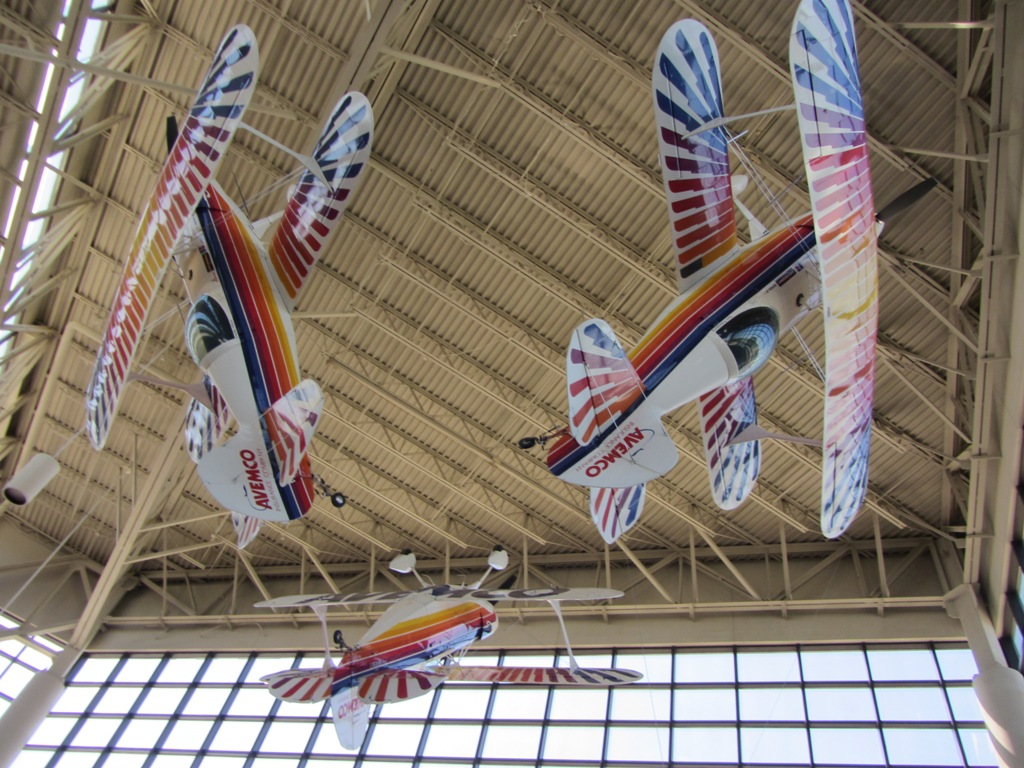
Спортивні літаки команди «Eagles Aerobatic Team», що демонструються у Музеї авіашоу ЕАА у Ошкоші

Том народився 3 жовтня 1946 у селі Хейлс Корнер, що у штаті Вісконсин. На той час у батьківському домі розташовувалася штаб-квартира ЕАА. З дитинства батько долучив і прищеплював йому любов до авіації. 13 липня 1954 у сім'ї Побережних народилася донька Бонні, сестра Тома.
У 1970 Том закінчив Північно-Західний університет у Іллінойсі, здобув диплом інженера та продовжив свою діяльність у авіації.
У 1971 Том Побережний долучився до Національної команди США з аеробатики (англ. US National Unlimited Aerobatic Team) та у її складі став чемпіоном світу у Салон-де-Прованс, що у Франції, на першості, яка проходила у 1972 році. Ця «золота» трійка «Соколів» (англ. Eagles Aerobatic Team) була командою, яка найдовше у світі виступала у тому ж самому складі пілотів.
Вже у 1973 Том став чемпіоном США у індивідуальній програмі.
Наприкінці 70-их він очолив кампанію з будівництва у Ошкоші Музею авіашоу ЕАА (англ. EAA AirVenture Museum). Нині музей розташований поряд із регіональним аеропортом округу Віннебаґо ім. Стіва Вітмена. Ангари і майданчики музею базуються на північ та схід від аеродрому. Колекція нараховує близько 150 експериментальних повітряних суден, спроектованих, побудованих і випробуваних аматорами і фанатами авіації та фахівцями асоціації.
У 1989 році Том Побережний був обраний президентом Асоціації експериментальних літальних засобів і замінив на цій посаді свого батька — Пола Побережного, та продовжив його справу. Пол продовжував своє членство в асоціації та продовжував працювати головою наглядової ради. Перебуваючи на посту президента, зусиллями Тома була започатковані і отримали розвиток мала спортивна авіація та навчальна програма «Молоді Соколи», результатом якої стало залучення до авіації більше 1,7 мільйона юнаків.  Після завершення терміну обрання у 2009 Том продовжував виконувати обов’язки президента і у 2010 передав їх новому наступнику, продовжуючи залишатися головою Ради та почесним головою Ради ЕАА.

## Основні відзнаки, нагороди, премії
Окрім титулів чемпіона світу та чемпіона США з аеробатики, діяльність і досягнення Тома Побережного були відмічені наступними основними відзнаками, нагородами і преміями:
- У жовтні 1996 його почесно було введено до «Авіаційної зали слави Вісконсина».[1]
- У травні 2007-го Тому було присуджено премію «Видатні авіатори Вісконсина»[7]
- На початку 2013 Побережний отримав престижну відзнаку «Жива легенда авіації», яку було вручено на урочистій церемонії у Беверлі-Гіллз[8]
- 1 жовтня 2016, як і було заплановано, Тома Побережного почесно ввели до Зали Слави національної авіації (National Aviation Hall of Fame), який тепер перебуватиме там поруч із татом та Ігорем Сікорським.[9][10]